# Christoph Bartels
Christoph Bartels (* 17. März 1949 in Ingelheim am Rhein; † 17. April 2024) war ein deutscher Montanhistoriker, der beruflich am Deutschen Bergbau-Museum Bochum tätig war und zahlreiche Publikationen zur Montangeschichte verfasste. Er war u. a. Kurator der Ausstellung „750 Jahre Knappschaft“. Am 1. April 2012 trat er in den Ruhestand.

## Werke (Auswahl)
- Die Entwicklung der Erzgrube Turm-Rosenhof bei Clausthal vom 16. bis zum frühen 19. Jahrhundert. In: Der Anschnitt. Band 39, 1987, S. 45–85.
- Preussag AG Metall (Hrsg.): Das Erzbergwerk am Rammelsberg. Goslar 1988.
- Vom frühneuzeitlichen Montangewerbe zur Bergbauindustrie – Erzbergbau im Oberharz 1635–1866. Bochum 1992, ISBN 3-921533-53-8.
- mit Erika Lorenz: Die Grube Glasebach – ein Denkmal des Erz- und Fluoritbergbaus im Ostharz. In: Der Anschnitt. 45 (1993), Heft 4, S. 144–158.
- mit Markus A. Denzel (Hrsg.): Konjunkturen im europäischen Bergbau in vorindustrieller Zeit. Festschrift für Ekkehard Westermann zum 60. Geburtstag. (= Vierteljahrschrift für Sozial- und Wirtschaftsgeschichte. Beiheft 155). Steiner, Stuttgart 2000, ISBN 3-515-07684-0.
- mit Andreas Bingener und Michael Fessner: Schwazer Silber – vergeudeter Reichtum?: Verschwenderische Habsburger in Abhängigkeit vom oberdeutschen Kapital an der Zeitenwende vom Mittelalter zur […]. Internationales Bergbausymposium. Schwaz 2002, ISBN 3-85093-168-4.
- mit Andreas Bingener und Rainer Slotta: Das Schwazer Bergbuch. Band III, 1. Auflage. Selbstverlag des Deutschen Bergbau-Museums, Bochum 2006, ISBN 3-937203-22-2.
- als Hrsg. mit Rainer Slotta: Der alteuropäische Bergbau. Von den Anfängen bis zur Mitte des 18. Jahrhunderts. Aschendorff Verlag, Münster 2012, ISBN 978-3-402-12901-2.